# اگنیا ۸۴۷

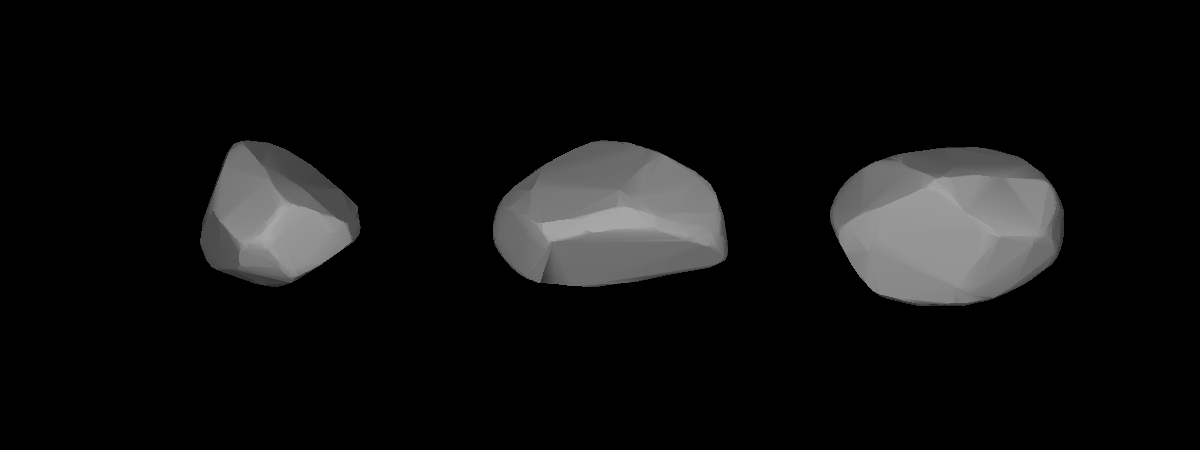
مدل سه‌بُعدی سیارک اگنیا ۸۴۷ بر طبق منحنی نور آن

سیارک ۸۴۷ (به انگلیسی: 847 Agnia، نامگذاری:1915XX) هشتصد و چهل و هفتمین سیارک کشف شده‌است که در ۲ سپتامبر ۱۹۱۵ و در رصدخانه سایمیز کشف شد.
قدر مطلق سیارک برابر ۱۰٫۲۹ است.